# Tembeling Tanjung
Tembeling Tanjung is een bestuurslaag in het regentschap Bintan van de provincie Riau-archipel, Indonesië. Tembeling Tanjung telt 1936 inwoners (volkstelling 2010).